# Como Foot-Ball Club 1920-1921
Questa pagina raccoglie le informazioni riguardanti il Como Foot-Ball Club nelle competizioni ufficiali della stagione 1920-1921.

## Stagione
Nella stagione 1920-1921 il Como ha disputato il gruppo D del campionato Lombardo di Prima Categoria. Con 8 punti in classifica si è piazzato in seconda posizione alle spalle del Legnano.
Avendo terminato la sua avventura nel campionato, ha poi terminato la stagione prendendo parte al "Torneo di Consolazione" indetto dal Comitato Regionale Lombardo, nel quale si è piazzato con 14 punti al terzo posto dietro la Juventus Italia e la Cremonese.

## Rosa
| N. |                   | Ruolo | Calciatore       |
| -- | ----------------- | ----- | ---------------- |
|    | Italia (bandiera) | A     | Achille Avogadro |
|    | Italia (bandiera) | P     | Giorgio Avogadro |
|    | Italia (bandiera) | C     | Carlo Barini     |
|    | Italia (bandiera) | A     | Luigi Bianchi    |
|    | Italia (bandiera) | D     | Bruno Casartelli |
|    | Italia (bandiera) | A     | Serafino Carrera |
|    | Italia (bandiera) | C     | Francesco Cetti  |
|    | Italia (bandiera) | A     | Antonio Cetti    |

| N. |                      | Ruolo | Calciatore        |
| -- | -------------------- | ----- | ----------------- |
|    | Italia (bandiera)    | P     | Ugo Chiesa        |
|    | Italia (bandiera)    | D     | Antonio Colombo   |
|    | Argentina (bandiera) | A     | Edoardo Donegana  |
|    | Italia (bandiera)    | C     | Alvise Forti      |
|    | Italia (bandiera)    | D     | Ottorino Poletti  |
|    | Italia (bandiera)    | D     | Felice Prosdocimi |
|    | Italia (bandiera)    | A     | Mario Ronchetti   |
|    | Italia (bandiera)    | D     | Alberto Terragni  |

## Risultati

### Prima Categoria

#### Girone D lombardo

##### Girone di andata
| Arbitro: | Gama (Milano) |

|                                      |           |               |
| Cetti I 36’ Donegana 52’ Bianchi 66’ | Marcatori | 37’, 77’ Riva |

| Arbitro: | Giurati |

|                               |           |                      |
| Barè 25’ Giustacchini III 85’ | Marcatori | 15’ Cetti II Cetti I |

| Arbitro: | Ferradini (Milano) |

|             |           |          |
| Bianchi 34’ | Marcatori | 53’ Raso |

##### Girone di ritorno
| Arbitro: | Grossi (Milano) |

|  |           |                               |
|  | Marcatori | Donegana Cetti I 65’ Cetti II |

| Arbitro: | Ferradini (Milano) |

|                                     |           |  |
| Cetti II 4’ (rig.), 57’ Cetti I 19’ | Marcatori |  |

| Arbitro: | Gama (Milano) |

|                                                       |           |  |
| Rosso 2’, 32’ Raso 75’ Pirovano 83’ (rig.) Sodano 88’ | Marcatori |  |

### Torneo di consolazione

#### Girone F

##### Girone di andata
| Arbitro: | Moda (Milano) |

|  |           |                  |
|  | Marcatori | Cetti II Bianchi |

| Arbitro: | Brambilla (Milano) |

|                                                             |           |  |
| Bonzio 2’, ?’ Ardigò 20’, ?’, ?’ Papadia Puerari III ?’, ?’ | Marcatori |  |

| Arbitro: | Bistoletti (Milano) |

|  |           |                             |
|  | Marcatori | 20’ Bianchi ?’, ?’ Cetti II |

| Arbitro: | Crivelli (Milano) |

|                                                  |           |  |
| Cetti II 50’ Bianchi 53’, 58’, 78’ Ronchetti 60’ | Marcatori |  |

| Arbitro: | Panzeri (Milano) |

|                                               |           |  |
| Tognasso II 25’, 70’ Missaglia 60’ Vitale 81’ | Marcatori |  |

##### Girone di ritorno
| Arbitro: | Brambilla (Milano) |

|                                     |           |                                                |
| Donegana 30’, 31’, 40’, ?’ Cetti II | Marcatori | 12’, 60’ (rig.) Giustacchini III 20’ De Segner |

| Arbitro: | Grossi (Milano) |

|                               |           |                     |
| Cetti II 10’, 72’, 85’ (rig.) | Marcatori | 67’ (aut.) Terragni |

| Arbitro: | Sessa (Milano) |

|                                               |           |           |
| Cetti II 13’, 57’, 64’ Donegana 16’, 46’, 87’ | Marcatori | 12’ Rossi |

| Arbitro: | Bellini (Milano) |

|             |           |                         |
| Bianchi 61’ | Marcatori | 25’ Barini 81’ Cetti II |

| Arbitro: | Livraghi (Milano) |

|  |           |                   |
|  | Marcatori | 41’, 69’ Faglioni |

## Statistiche

### Statistiche di squadra
| Competizione           | Punti | In casa | In casa | In casa | In casa | In casa | In casa | In trasferta | In trasferta | In trasferta | In trasferta | In trasferta | In trasferta | Totale | Totale | Totale | Totale | Totale | Totale | DR |
| Competizione           | Punti | G       | V       | N       | P       | Gf      | Gs      | G            | V            | N            | P            | Gf           | Gs           | G      | V      | N      | P      | Gf     | Gs     | DR |
| ---------------------- | ----- | ------- | ------- | ------- | ------- | ------- | ------- | ------------ | ------------ | ------------ | ------------ | ------------ | ------------ | ------ | ------ | ------ | ------ | ------ | ------ | -- |
| Prima Categoria        | 8     | 3       | 2       | 1       | 0       | 7       | 3       | 3            | 1            | 1            | 1            | 5            | 7            | 6      | 3      | 2      | 1      | 12     | 10     | +2 |
| Torneo di consolazione | 14    | 5       | 4       | 0       | 1       | 19      | 7       | 5            | 3            | 0            | 2            | 7            | 13           | 10     | 7      | 0      | 3      | 26     | 20     | +6 |
| Totale                 | -     | 8       | 6       | 1       | 1       | 26      | 10      | 8            | 4            | 1            | 3            | 12           | 20           | 16     | 10     | 2      | 4      | 38     | 30     | +8 |

### Statistiche dei giocatori
| Giocatore     | Prima Categoria | Prima Categoria | Torneo di consolazione | Torneo di consolazione | Totale   | Totale |
| Giocatore     | Presenze        | Reti            | Presenze               | Reti                   | Presenze | Reti   |
| ------------- | --------------- | --------------- | ---------------------- | ---------------------- | -------- | ------ |
| A. Avogadro   | 6               | 0               | 2                      | 0                      | 8        | 0      |
| G. Avogadro   | 0               | 0               | 4                      | 0                      | 4        | 0      |
| C. Barini     | 0               | 0               | 8                      | 1                      | 8        | 1      |
| L. Bianchi    | 6               | 2               | 9                      | 5                      | 15       | 7      |
| B. Casartelli | 0               | 0               | 6                      | 0                      | 6        | 0      |
| F. Cetti      | 6               | 4               | 10                     | 0                      | 16       | 4      |
| A. Cetti      | 6               | 4               | 10                     | 12                     | 16       | 16     |
| U. Chiesa     | 6               | 0               | 6                      | 0                      | 12       | 0      |
| A. Colombo    | 0               | 0               | 2                      | 0                      | 2        | 0      |
| E. Donegana   | 6               | 2               | 10                     | 7                      | 16       | 9      |
| A. Forti      | 6               | 0               | 8                      | 0                      | 14       | 0      |
| O. Poletti    | 6               | 0               | 8                      | 0                      | 14       | 0      |
| F. Prosdocimi | 6               | 0               | 10                     | 0                      | 16       | 0      |
| M. Ronchetti  | 6               | 0               | 8                      | 1                      | 14       | 1      |
| A. Terragni   | 6               | 0               | 9                      | 0                      | 15       | 0      |